# I'm the Urban Spaceman
I'm the Urban Spaceman è un singolo della Bonzo Dog Doo-Dah Band estratto dall'album Tadpoles nel 1969.

## La canzone
Il brano è stato scritto da Neil Innes e prodotto da Paul McCartney e Gus Dudgeon sotto lo pseudonimo di "Apollo C. Vermouth". Il lato B del singolo è The Canyons of Your Mind, canzone scritta da Vivian Stanshall.

## Tracce
1. I'm the Urban Spaceman – 2:23
2. The Canyons of Your Mind – 3:03

## Performance dal vivo
Una famosa interpretazione dal vivo di questa canzone è stata al Monty Python Live at the Hollywood Bowl, dove Neil Innes cantava e suonava accompagnato da Carol Cleveland che ballava il tip tap.